# Локарнський договір
Лока́рнські договори́ — договори, підготовані 1925 на конференції у Локарно, підписані в Лондоні. Вони вступили в дію 10 вересня 1926 року, коли Німецька Держава стала членом Ліги Націй.
- Рейнський пакт, укладений між Бельгією, Французькою Республікою та Німецькою Державою, гарантований Великою Британією та Королівством Італія; гарантами пакту виступали Королівство Італія та Велика Британія.
- арбітражні угоди Німецької Держави з Бельгією, Французькою Республікою, Чехословацькою Республікою та Польською Республікою;
- договори про взаємодопомогу — французько-польський та французько-чехословацький; запевняли недоторканність кордонів Французької Республіки, Німецької Держави та Бельгії в тому вигляді, в котрому вони описувалися Версальським договором, не передбачаючи подібного для Польської Республіки та Чехословацької Республіки, також дотримання демілітаризації Рейнської зони; дали змогу прийняти Німецьку Державу до Ліги Націй; в 1936 Третій Рейх ремілітаризував Рейнську зону[1].

## Передумови
Після Рурського конфлікту Німецька Держава зажадала міжнародно-правових гарантій для захисту від, на її думку, загарбницьких настроїв зовнішньої політики Французької Республіки. 29 вересня 1924 Німецька Держава зажадала вступити в Лігу націй та отримати місце постійного члена в Раді Ліги, а вже 12 грудня виказала побажання зняти нерівність озброєння, котре витікало з Версальського договору. Німецьким бажанням потакала Велика Британія, котра вже давно із незадоволенням слідкувала за посиленням Франції на континенті. Французька Республіка, відчуваючи підтримку Німецької Держави з Лондона, намагалася перетягнути на свою сторону Королівство Італію, котра могла б зіткнутися із Німеччиною через досі суперечливі території в Альпах.

## Значення

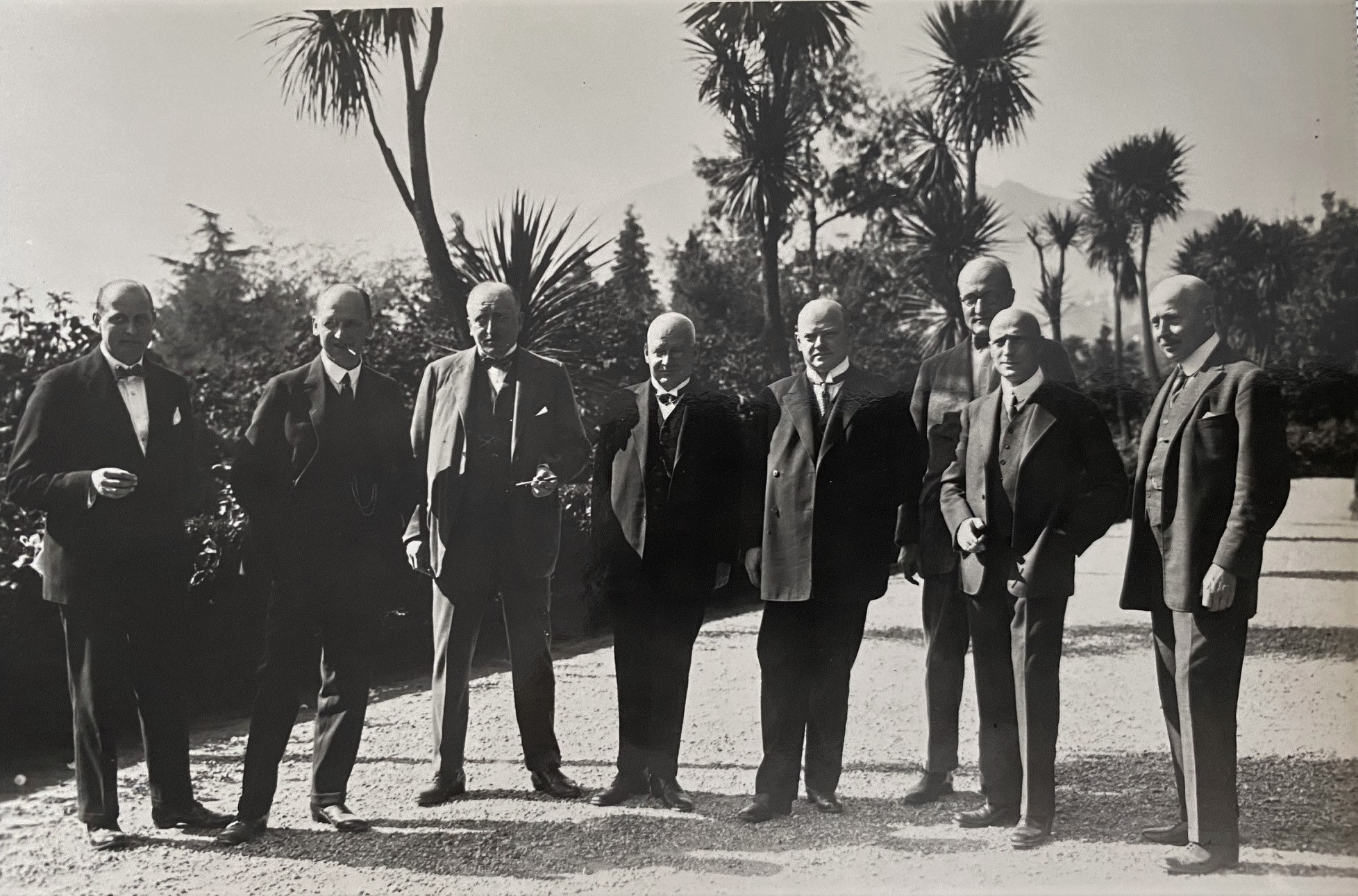
Німецька делегація в Локарно. Густав Штреземан — п'ятий зліва; Ганс Лютер стоїть трохи позаду, ліворуч від нього.

Міністр закордонних справ Німецької Держави Штреземан, тим паче, заявив, що обіцянка дотримання лінії кордонів «версальського зразка» не унеможливює їх подальшу зміну шляхом переговорів. До чого німецька сторона одразу ж і приступила, почавши одразу після підписання угоди перемовини із Бельгією щодо передачі її кантонів Ейпен та Мальмеді.
Незважаючи на напруження політичної ситуації у Східній Європі, Локарнські угоди заклали основу для поліпшення дипломатичного клімату в Західній Європі в 1924-30-му роках. Попередній військовий контроль союзників Німецької Держави змінювався на контроль з боку Ліги Націй. Міжнародна громадськість бачила прояв «духу Локарно» в отриманні Німеччиною статусу постійного члена Ліги Націй у 1926 році і демілітаризації Рейнської області в червні 1930 року.
За свій внесок у справу зміцнення миру Густав Штреземан, його французький колега Арістід Бріан та міністр закордонних справ Великої Британії Остін Чемберлен удостоїлися Нобелівської премії миру за 1926 рік.
Радянський Союз знаходився в ізоляції і опинився в стороні від процесу ослаблення міжнародної напруженості. У 1926 році між Німеччиною та СРСР було укладено Берлінський договір про ненапад і нейтралітет, що значно послабив оборонний союз Польської Республіки і Чехословаччини з Французькою Республікою, оскільки відповідно до нього у випадку війни між Польщею чи Чехословаччиною з СРСР Німеччина відмовляла Франції в проході її військ по своїй території.
Дух Локарно не встояв перед націонал-соціалістами, які захопили владу в 1933 році. У 1936 році Третій Рейх порушив умови Локарнських угод і ввів війська в Рейнську демілітаризовану зону. Гітлер обґрунтував цей свій крок тим, що Локарнські домовленості вже були порушені при ратифікації радянсько-французького пакту про взаємодопомогу від 7 березня 1936 року.